# Ormosia chevalieri
Ormosia chevalieri är en ärtväxtart som beskrevs av Chawalit Niyomdham. Ormosia chevalieri ingår i släktet Ormosia och familjen ärtväxter. Inga underarter finns listade i Catalogue of Life.